# Bermudas kvindefodboldlandshold
Bermudas kvindefodboldlandshold er det nationale kvindefodboldlandshold i Bermuda som reguleres af Bermuda Football Association.
Bermuda debuterede i Gold Cup 2006 og klarede sig godt. I første runde slog de både Turks- og Caicosøerne og Amerikanske Jomfruøer , og tabte mod Dominikanske Republik efter forlænget spilletid. Det kom på en andenplads, hvorefter at Bermuda gik videre til den næste turnering, hvor de endte sidst i deres gruppe efter at have tabt mod Haiti og Jamaica. Bermuda meldte sig også til OL i Beijing. Bermuda tabte endnu en gang mod Jamaica, men slog Antigua og Barbuda og Dominica. Imidlertid var de ikke godt nok, og Bermuda var dermed ude af kvalificeringen. Siden da (pr. oktober 2010) har Bermuda ikke spillet nogen officielle kampe.

## Resultater

### VM
| World Cup Finals | World Cup Finals       | World Cup Finals | World Cup Finals | World Cup Finals | World Cup Finals | World Cup Finals | World Cup Finals | World Cup Finals | World Cup Finals |
| År               | Resultat               | GP               | W                | D*               | L                | GF               | GA               | GD               |                  |
| ---------------- | ---------------------- | ---------------- | ---------------- | ---------------- | ---------------- | ---------------- | ---------------- | ---------------- | ---------------- |
| 1991             | Deltog ikke            | -                | -                | -                | -                | -                | -                | -                |                  |
| 1995             | Deltog ikke            | -                | -                | -                | -                | -                | -                | -                |                  |
| 1999             | Deltog ikke            | -                | -                | -                | -                | -                | -                | -                |                  |
| 2003             | Deltog ikke            | -                | -                | -                | -                | -                | -                | -                |                  |
| 2007             | Kvalificerede sig ikke | -                | -                | -                | -                | -                | -                | -                |                  |
| 2011             | Deltog ikke            | -                | -                | -                | -                | -                | -                | -                |                  |
| 2015             | Endnu ikke fastlagt    | -                | -                | -                | -                | -                | -                | -                |                  |
| Total            | 0/6                    | -                | -                | -                | -                | -                | -                | -                |                  |

*Omfatter kampe vundet på straffespark.

### CONCACAS
| Women's Gold Cup | Women's Gold Cup       | Women's Gold Cup | Women's Gold Cup | Women's Gold Cup | Women's Gold Cup | Women's Gold Cup | Women's Gold Cup | Women's Gold Cup | Women's Gold Cup |
| År               | Resultat               | GP               | W                | D*               | L                | GF               | GA               | GD               |                  |
| ---------------- | ---------------------- | ---------------- | ---------------- | ---------------- | ---------------- | ---------------- | ---------------- | ---------------- | ---------------- |
| 1991             | Deltog ikke            | -                | -                | -                | -                | -                | -                | -                |                  |
| 1993             | Deltog ikke            | -                | -                | -                | -                | -                | -                | -                |                  |
| 1994             | Deltog ikke            | -                | -                | -                | -                | -                | -                | -                |                  |
| 1998             | Deltog ikke            | -                | -                | -                | -                | -                | -                | -                |                  |
| 2000             | Deltog ikke            | -                | -                | -                | -                | -                | -                | -                |                  |
| 2002             | Deltog ikke            | -                | -                | -                | -                | -                | -                | -                |                  |
| 2006             | Kvalificerede sig ikke | -                | -                | -                | -                | -                | -                | -                |                  |
| 2010             | Deltog ikke            | -                | -                | -                | -                | -                | -                | -                |                  |
| Total            | 0/8                    | -                | -                | -                | -                | -                | -                | -                |                  |

*Omfatter kampe vundet på straffespark.